# 사슴이 계곡을 그리워 하듯이
팔레스트리나의 네 목소리를 위한 모테트이다. 그것은 시편 42의 시작에 붙인 곡이다. 시작 부분 은 " Sicut cervus desiderat ad fontes "(사슴이 계곡을 그리워 하듯이)이고 두 번째 부분( secunda pars ) "Sitivit anima mea"(내 영혼이 목마르다)이다. 그것은 1604년 Motecta festorum, Liber 2 에 출판되었으며, 영적 갈망을 표현한 르네상스 다성음악의 모델로 간주되는 팔레스트리나의 가장 인기 있는 모테트 중 하나가 되었다.
모테트는 시편 42 1-3절의 배경이다. 시편은 성토요일에 물(세례)의 축복을 위해 규정된 연송으로,  세례의 물과 "성찬의 생수"를 상기시킵니다.  하나님에 대한 갈망에 대해 말하는 이 텍스트는 장례 음악과의 연관성을 유지했다.
1564년 Motecta festorum 의 속편인 Motectorum quatuor vocibus, ... liber secundus 컬렉션에 사후 1604년 베네치아에서 출판되었다. 지금은 르네상스 다성음악의 모델로 간주된다.
모테트는 소프라노, 알토, 테너, 베이스의 4가지 목소리를 위해 작성되었다. 그것은 미묘한 워드 페인팅 에서 텍스트의 의미에주의를 기울이면서 전체적으로 모방 폴리포니로 설정된다. 그리움을 표현하는 'desiderat'의 경우 속도가 빨라지고 멜로디가 높아지며 'fontes'(시냇물, 물, 분수)라는 단어에서 절정에 이른다. 첫 번째 부분인 "ita desiderat anima mea ad te, Deus(따라서 내 영혼은 신을 갈망한다)에서 1인칭으로 표현된 인간의 욕망은 더 조밀한 모방과 더 강렬한 불협화음으로 표현된다.  모테트는 "고요하지만 열렬한 영적 갈망"의 표현으로 묘사되었다.